# Beli Iskăr (reservoar)
Beli Iskăr (bulgariska: Бели Искър) är en reservoar i Bulgarien.   Den ligger i regionen Sofijska oblast, i den västra delen av landet, 70 kilometer söder om huvudstaden Sofia. Beli Iskăr ligger 1 894 meter över havet. Arean är 0,45 kvadratkilometer. Den sträcker sig 1,7 kilometer i nord-sydlig riktning, och 0,7 kilometer i öst-västlig riktning.